# M250 (кулемет)
M250 — ручний кулемет зі стрічковим живленням калібру 6,8×51 мм (.277 Fury), розроблений американським підрозділом міжнародної компанії SIG Sauer у 2022 році.

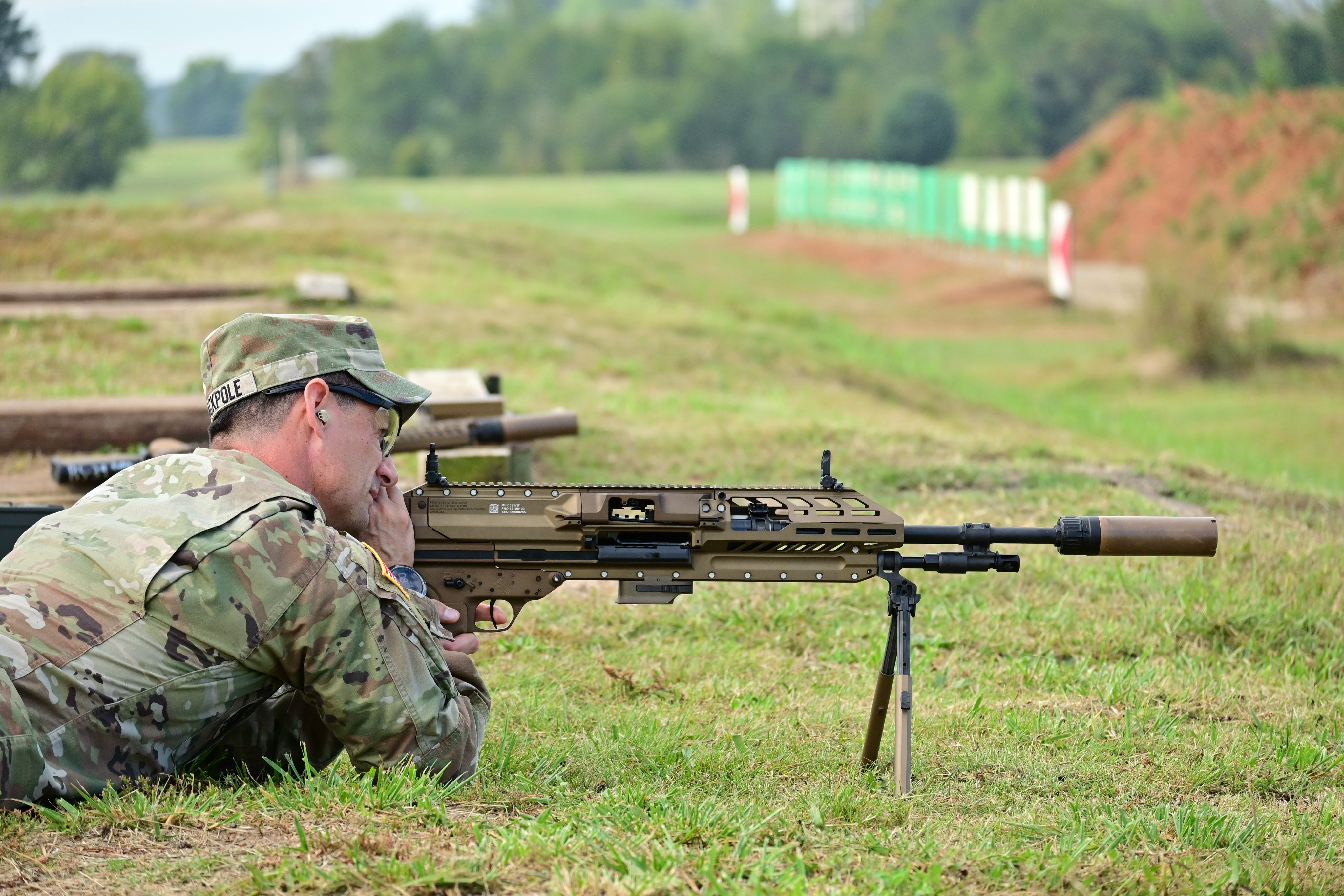
Солдат з кулеметом M250

## Історія
Розробка легкого кулемета M250 почалася в програми Армії США «Next Generation Squad Weapon» (з англ. «Зброя відділення наступного покоління»), оголошеної у 2017 році. Програма мала на меті заміну застарілих гвинтівок M4/M16 та легкого кулемета M249 на нові зразки стрілецької зброї з підвищеною летальністю та здатністю пробивати сучасні бронежилети. Для цього було вирішено розробити новий патрон калібру 6,8 мм, який мав забезпечити кращу балістику порівняно з 5,56×45 мм НАТО. Компанія SIG Sauer взяла участь у конкурсі, запропонувавши гвинтівку на базі своєї модульної платформи MCX.
У 2019 році Армія США звузила коло учасників конкурсу NGSW до трьох компаній: SIG Sauer, General Dynamics (у співпраці з Beretta) та Textron Systems. SIG Sauer представила прототип кулемета XM250, який використовував патрон 6,8×51 мм SIG Fury з гібридною гільзою (сталева основа та латунний корпус). Цей патрон забезпечував високу пробивну здатність при зниженій вазі, що стало ключовою перевагою.
Протягом 2020–2022 років проводилися інтенсивні випробування прототипів. Кулемет XM250 від SIG Sauer продемонстрував високу надійність, точність і здатність вести ефективний вогонь на відстані до 1000 метрів. У квітні 2022 року Армія США оголосила SIG Sauer переможцем програми NGSW, уклавши контракт на серійне виробництво кулеметів XM250 разом із гвинтівками XM7. XM250 вирізнявся легшою вагою порівняно з M249, що полегшувало його транспортування піхотинцями.
У 2023–2024 роках розпочалися польові випробування XM250 у бойових підрозділах, зокрема в піхотних частинах Армії США. Кулемет отримав позитивні відгуки за ергономіку, модульність і здатність пробивати сучасні засоби індивідуального захисту. Однак деякі військовослужбовці повідомляли про проблеми з перегрівом ствола під час тривалого вогню, що вимагало доопрацювань від SIG Sauer для підвищення надійності.
На початку 2025 року, після усунення виявлених недоліків і завершення випробувань, Армія США офіційно прийняла кулемет на озброєння, знявши позначку «X» і присвоївши йому назву M250. Цей крок став частиною масштабної модернізації стрілецької зброї американської армії. Офіційне оголошення про прийняття M250 на озброєння разом із гвинтівкою M7 було опубліковано 31 травня 2025 року.
Наразі M250 поступово вводиться в експлуатацію, замінюючи M249 у піхотних підрозділах. Завдяки легшій конструкції, потужному патрону 6,8×51 мм і модульності, кулемет значно підвищує вогневу міць піхоти. Планується, що до кінця 2020-х років M250 стане основним легким кулеметом Армії США, забезпечуючи перевагу в сучасних бойових умовах.

## Опис
Ручний кулемет SIG XM250 значно перевершує зброю під патрон 5,56 мм в першу чергу за рахунок використання набою 6,8 × 51 мм SIG. Набій 6,8×51 мм знаходиться на рівні набою 7,62х51 НАТО за ефективністю, при цьому заявлено, що віддача у зброї 6,8x51 істотно нижча, ніж у 7,62х51 за рахунок використання набою меншого калібру. Так, з кулемета SIG XM250 можна стріляти на 1000—1500 метрів і далі без істотної втрати ефективності в бою, і пробивати сучасні засоби захисту, що неможливо у зброї під патрон 5,56 мм НАТО.
Ручний кулемет SIG SAUER NGSW-AR/XM250 Automatic Rifle використовує газовідвідну автоматику з коротким ходом газового поршня та ручним газовим регулятором. Поворотний затвор з рамою затвора переміщаються всередині трубчастого хвостовика ствола. Вся ствольна група разом з газовим двигуном і групою затвора має можливість відкату всередині ствольної коробки, стискаючи при цьому пружинно-гідравлічний буфер. Це необхідно для того, щоб знизити віддачу від потужних 6.8 мм набоїв до прийнятного рівня. Ствол кулемета швидкозмінний, комплектується глушником для зменшення дульного спалаху та гуркоту. Ствольна коробка виготовлена з алюмінієвого сплаву. Стрільба ведеться з відкритого затвора, одиночними пострілами або чергами.
Живлення у кулемета - стрічкове. Стрічки металеві, розсипні, з розімкнутою ланкою. Напрямок подачі стрічки – зліва направо. Кришка механізму подачі стрічки відкидається вбік (вправо), при цьому стрічка може заряджатися в кулемет і без відкидання кришки при використанні спеціальних наконечників.

## Експлуатанти
США: 31 травня 2025 року стало відомо, що штурмова гвинтівка M7 та легкий кулемет M250 тепер є стандартизованою, штатною зброєю Армії США.
 Ізраїль: 6 січня 2025 року Армія оборони Ізраїлю отримала першу партію легких кулеметів Sig Sauer M250.